# 中国民主促进会中央委员会
中国民主促进会中央委员会，简称民进中央，是中国民主促进会全国代表大会选举产生的中央领导机构。民进中央机关分设办公厅、组织部、宣传部、社会服务部、议政调研部、研究室等6个职能部门；主办月刊《民主》杂志，并有开明出版社、开明音像出版社等宣传单位。

## 历届民进中央

### 第十四届中央委员会（2017年12月－2022年12月）
- 主席：蔡达峰
- 常务副主席：刘新成
- 副主席：朱永新、姚爱兴、卫小春、张雨东、王　刚、陶凯元（女）、庞丽娟（女）、黄　震、高友东
- 秘书长：高友东（－2022年11月）、金永伟（2022年11月－）
- 常务委员：卫小春、王　刚、王　铮、王　毅、邓宗全、左定超、史贻云、包安明、冯小宁、朱永新、朱晓进、刘宽忍、刘新成、汤建人、严可仕、李　斐、李玛琳（女）、李和平、杨静华（女）、何志敏、张　涛、张雨东、张金英（女）、张显友、张震宇、陈贵云、尚勋武、金红光、周洪宇、庞丽娟（女）、郑福田、姜　军、姚爱兴、栾　新（女）、高友东、陶凯元（女）、黄　震、梅国平、鲁修禄、蔡达峰、蔡秀军、蔡继明、潘碧灵、薛　康

### 第十五届中央委员会（2022年12月－）
- 主席：蔡达峰（第十四届全国人大常委会副委员长）
- 常务副主席：朱永新（第十四届全国政协副主席）
- 副主席：张雨东、王　刚、陶凯元（女）、庞丽娟（女）、黄　震、高友东、李玛琳（女）、刘宽忍（至2025年5月）、何志敏
- 秘书长：金永伟
- 常务委员：马余强、王　刚、王　毅、王春秀（女）、方复全、卢天锡、包安明、朱永新、刘宽忍（至2025年5月）、许唯临、孙　发、孙俊青（女）、严可仕、李　斐、李玛琳（女）、李和平、杨静华（女）、吴尊友（2023年10月逝世）、吴碧霞（女）、何志敏、张　涛、张志勇、张雨东、张金英（女）、张妹芝（女）、张显友、张颐武、张震宇、陈贵云、尚勋武、金永伟、庞丽娟（女）、赵秀玲（女）、胡仲军、姜　军、栾　新（女）、高友东、陶凯元（女）、黄　震、梅国平、鲁修禄、蔡达峰、蔡秀军、蔡国伟、熊继军、潘惠丽（女）、潘碧灵